# Discographie de Chuck Berry
Cet article liste la discographie de l'auteur-compositeur et musicien de rock 'n' roll Chuck Berry.

## Albums studio
- 1957 : After School Session
- 1958 : One Dozen Berrys
- 1959 : Chuck Berry Is on Top
- 1960 : Rockin' at the Hops
- 1961 : New Juke Box Hits
- 1964 : Two Great Guitars (avec Bo Diddley)
- 1964 : St. Louis to Liverpool
- 1965 : Chuck Berry in London
- 1965 : Fresh Berry's
- 1967 : Chuck Berry's Golden Hits
- 1967 : Chuck Berry in Memphis
- 1968 : From St. Louie to Frisco
- 1969 : Concerto in "B Goode"
- 1970 : Back Home
- 1971 : San Francisco Dues
- 1972 : The London Chuck Berry Sessions
- 1973 : Bio
- 1975 : Chuck Berry
- 1979 : Rockit
- 2017 : Chuck

## Albums live
- 1963 : Chuck Berry on Stage
- 1967 : Live at the Fillmore Auditorium
- 1972 : The London Chuck Berry Sessions (face B)
- 1978 : Chuck Berry Live in Concert (en)
- 1981 : Alive and Rockin'
- 1981 : Chuck Berry Live
- 1982 : Toronto Rock 'n' Roll Revival 1969 Vol. II
- 1982 : Toronto Rock 'n' Roll Revival 1969 Vol. III
- 2000 : Live! (en)
- 2000 : Live on Stage (album de Chuck Berry) (en)
- 2002 : Chuck Berry – In Concert (en)
- 2022 : Live from Blueberry Hill

## Compilations
- 1956 : Rock, Rock, Rock (en) (avec The Moonglows et The Flamingos)
- Chuck Berry Twist (1962) (ré-édité aux États-Unis sous le nom de More Chuck Berry en 1963)
- More Chuck Berry (1964)
- Chuck Berry's Greatest Hits (1964)
- Chuck Berry's Golden Decade (1967)
- Johnny B. Goode (1972)
- Sweet Little Rock and Roller (1973)
- Chuck Berry's Golden Decade Vol. 2 (1973)
- Wild Berrys (1974)
- Chuck Berry's Golden Decade Vol. 3 (1974)
- Flashback (1974)
- Chuck and His Friends (1974)
- Chuck Berry's Greatest Hits (1976)
- The Best of the Best of Chuck Berry (1978)
- Chuck Berry's 16 Greatest Hits (1978)
- Chuck Berry All-Time Hits (1979)
- The Great Twenty-Eight (1982)
- "Retro Rock" - Chuck Berry - Broadcast Week (1982)
- Chuck Berry (1982)
- 20 Hits (1983)
- Reelin' Rockin' Rollin' (1983)
- Rock 'n' Roll Rarities (1986)
- Hail! Hail! Rock 'n' Roll (1987)
- The Chess Box (Box Set) (1988)
- On the Blues Side (1994)
- Roll Over Beethoven (1996)
- Let It Rock (1996)
- The Best of Chuck Berry (1996)
- Guitar Legends (1997)
- Chuck Berry - His Best, Vol. 1 (1997)
- Chuck Berry - His Best, Vol. 2 (1997)
- The Latest & The Greatest / You Can Never Tell (1998)
- Live: Roots of Rock 'n' Roll (1998)
- Rock & Roll Music (1998)
- 20th Century Masters: The Millennium Collection: The Best of Chuck Berry (1999)
- Johnny B. Goode (Legacy) (2000)
- Anthology (2000)
- Blast from the Past: Chuck Berry (2001)
- Johnny B. Goode (Columbia River) (2001)
- Crown Prince of Rock 'n' Roll (2003)
- Anthology (2005)
- Volume 2 (Chuck Berry)
- The Definitive Collection (2006)
- Johnny B. Goode - His Complete 50s Chess Recordings (2008) 4CD
- You Never Can Tell - the Complete Chess Recordings 1960-1966 (2009) 4CD
- Have Mercy - His complete Chess recordings 1969 to 1974 (2010) 4CD

## Singles
| Date           | Titre                                                          | Classements | Classements | Classements | Album                                |
| Date           | Titre                                                          | US Hot 100  | US R&B      | UK          | Album                                |
| -------------- | -------------------------------------------------------------- | ----------- | ----------- | ----------- | ------------------------------------ |
| juillet 1955   | Maybellene / Wee Wee Hours                                     | 5           | 1 / 10      | —           | Chuck Berry Is on Top                |
| octobre 1955   | Thirty Days (To Come Back Home) / Together (We Will Always Be) | —           | 2           | —           | Rock, Rock, Rock                     |
| décembre 1955  | No Money Down / The Downbound Train                            | —           | 8           | —           | After School Session                 |
| mai 1956       | Roll Over Beethoven / Drifting Heart                           | 29          | 2           | —           | Rock, Rock, Rock                     |
| septembre 1956 | Too Much Monkey Business / Brown Eyed Handsome Man             | —           | 4           | —           | After School Session                 |
| novembre 1956  | You Can't Catch Me / Havana Moon                               | —           | —           | —           | Rock, Rock, Rock                     |
| mars 1957      | School Day (Ring! Ring! Goes the Bell) / Deep Feeling          | 3           | 1           | 24          | After School Session                 |
| juin 1957      | Oh Baby Doll / Lajaunda                                        | 57          | 12          | —           | One Dozen Berrys                     |
| septembre 1957 | Rock and Roll Music / Blue Feeling                             | 8           | 6           | —           | One Dozen Berrys                     |
| janvier 1958   | Sweet Little Sixteen / Reelin' and Rockin'                     | 2           | 1           | 16          | One Dozen Berrys                     |
| mars 1958      | Johnny B. Goode / Around and Around                            | 8           | 2           | —           | Chuck Berry Is on Top                |
| juin 1958      | Beautiful Delilah / Vacation Time                              | 81          | —           | —           | Chuck Berry's Golden Decade Volume 3 |
| août 1958      | Carol / Hey Pedro                                              | 18          | 9           | —           | Chuck Berry Is on Top                |
| octobre 1958   | Joe Joe Gun / Sweet Little Rock and Roller                     | 83 / 47     | 13          | —           | Chuck Berry Is on Top                |
| novembre 1958  | Merry Christmas Baby / Run Rudolph Run                         | 71 / 69     | —           | — / 36      | St. Louis to Liverpool               |
| janvier 1959   | Anthony Boy / That's My Desire                                 | 60          | —           | —           | Chuck Berry Is on Top                |
| mars 1959      | Almost Grown / Little Queenie                                  | 32 / 80     | 3           | —           | Chuck Berry Is on Top                |
| juin 1959      | Back in the U.S.A. / Memphis, Tennessee                        | 37          | 16          | —           | Chuck Berry Twist                    |
| septembre 1959 | Broken Arrow / Childhood Sweetheart                            | 108         | —           | —           | Chuck Berry's Golden Decade Volume 3 |
| janvier 1960   | Let It Rock / Too Pooped to Pop "Casey"                        | 64 / 42     | — / 18      | 6           | Rockin' at the Hops                  |
| mai 1960       | Bye Bye Johnny / Worried Life Blues                            | —           | —           | —           | Rockin' at the Hops                  |
| août 1960      | I Got to Find My Baby / Mad Lad                                | —           | —           | —           | Rockin' at the Hops                  |
| octobre 1960   | Jaguar and Thunderbird / Our Little Rendezvous                 | —           | —           | —           | Chuck Berry on Stage                 |
| février 1961   | I'm Talking About You / Little Star                            | —           | —           | —           | New Juke Box Hits                    |
| septembre 1961 | Go-Go-Go / Come On                                             | —           | —           | 38          | Chuck Berry on Stage                 |
| février 1964   | Nadine (Is It You?) / O Rangutang                              | 23          | 7           | 27          |                                      |
| mai 1964       | No Particular Place to Go / You Two                            | 10          | 2           | 3           | St. Louis to Liverpool               |
| juillet 1964   | You Never Can Tell / Brenda Lee                                | 14          | 14          | 23          | St. Louis to Liverpool               |
| août 1964      | Chuck's Beat / Bo's Beat (avec Bo Diddley)                     | —           | —           | —           | Two Great Guitars                    |
| octobre 1964   | Little Marie / Go, Bobby Soxer                                 | 54          | 30          | —           | St. Louis to Liverpool               |
| novembre 1964  | Promised Land / Things I Used to Do                            | 41          | 16          | 26          | St. Louis to Liverpool               |
| mars 1965      | Dear Dad / Lonely School Days                                  | 95          | —           | —           | Chuck Berry in London                |
| octobre 1965   | It Wasn't Me / It's My Own Business                            | —           | —           | —           | Fresh Berry's                        |
| mai 1966       | Ramona, Say Yes / Havana Moon                                  | —           | —           | —           | Chuck Berry's Greatest Hits          |
| décembre 1966  | Club Nitty Gritty / Laugh and Cry                              | —           | —           | —           | Chuck Berry's Golden Hits            |
| avril 1967     | Back to Memphis / I Do Really Love You                         | —           | —           | —           | Chuck Berry in Memphis               |
| août 1968      | Louie to Frisco / Ma Dear                                      | —           | —           | —           | From St. Louie to Frisco             |
| septembre 1969 | It's Too Dark in There / Good-Looking Woman                    | —           | —           | —           | Concerto in "B Goode"                |
| avril 1971     | Tulane / Have Mercy Judge                                      | —           | —           | —           | Back Home                            |
| juin 1972      | My Ding-a-Ling / Johnny B. Goode                               | 1           | 42          | 1           | The London Chuck Berry Sessions      |
| décembre 1972  | Reelin' and Rockin' / Let's Boogie                             | 27          | —           | 18          | The London Chuck Berry Sessions      |
| 1973           | Bio / Roll 'Em Pete                                            | —           | —           | —           | Bio                                  |
| 1975           | Shake, Rattle and Roll / Baby What You Want Me to Do           | —           | —           | —           | Chuck Berry                          |
| juillet 1979   | Oh What a Thrill / California                                  | —           | —           | —           | Rockit                               |
| 21 mars 2017   | Big Boys                                                       | —           | —           | —           | Chuck                                |
| 26 avril 2017  | Wonderful Woman                                                | —           | —           | —           | Chuck                                |
| 24 mai 2017    | Lady B. Goode                                                  | —           | —           | —           | Chuck                                |